# Пинку-эйга
Пинку-эйга (от японского произношения англ. pink и яп. 映画 eiga, буквально «розовые фильмы») — направление в японском кинематографе, эксплуатирующее тематику женщины в криминальных обстоятельствах, содержащее большое количество сцен насилия и эротического контента. Пик популярности приходится на начало 1970-х годов. Иногда западные киноведы полностью отождествляют пинку-эйга c фильмами категории Sexploitation или даже с софткором («лёгкой» порнографией), однако в кинематографе Европы или Америки нет точных аналогов этого направления. «Запад ничего не знает об этих фильмах, да и не должен узнать» — сказал однажды американский киновед Дональд Ричи. Термин «Pinky» был впервые введён в 1963 году журналистом Мураи Минору, но стал общеупотребительным только в конце 1960-х годов. В начале 1970-х годов японская критика применительно к особенностям проектов различных студий стала выделять ещё два смежных направления — Pinky Violence и Roman Porno.

## Развитие направления

### Первая волна
В начале 1960-х годов по всему миру телевидение активно отнимает аудиторию у кинотеатров. Вернуть зрителя в кинозалы представляется возможным лишь такими фильмами, которые в силу возрастных или этических ограничений не могут быть показаны по общедоступным сетям. Для Японии коммерчески успешными стали запретная ранее тема секса, доведённые до абсолютной жестокости схватки в духе боевых единоборств, истязания и БДСМ. Первой в поджанре стала 40-минутная картина «Рынок плоти» (肉体の市場, Flesh Market, 1962 год), снятая на небольшой студии OP Eiga при очень скромном бюджете. Практически на следующий день полиция изъяла ленту за непристойное содержание, но, после цензурных сокращений, её прокат был продолжен с ещё большим успехом.
Первый полнометражный фильм стилистики pinky «Виде́ние» (白日夢, Daydream, 1964 год) поставил режиссёр Тэцудзи Такэти. Сюжет представлял собой бесструктурные галлюцинации пациента под наркозом в кресле стоматолога, демонстрировавшие изнасилование и издевательства над красивой молодой женщиной. Истеблишмент принял картину негативно, полагая, что публичная демонстрация подобных сексуальных проявлений сформирует плохое мнение иностранцев об искусстве Японии в год проведения Олимпийских игр в Токио. Эта кинопродукция производилась совершенно легально в крупных студиях и демонстрировалась в обычных, а не специализированных кинотеатрах. Элементы эротического характера отображались не открыто, как в порнографических лентах, а с использованием различных художественных приёмов де-визуализации: через запотевшее стекло, сквозь матовую бутыль и тому подобное. Границы откровенности в демонстрации обнажённого тела раздвигали не постановщики коммерческих однодневок, а режиссёры-интеллектуалы. Свой вклад в это направление внёс «абсурдист и гений-анархист Японского кино» Сэйдзюн Судзуки. Его фильмы «Врата плоти» (肉体の門, Gate of Flesh, 1964 год), «История проститутки» (春婦伝, Story of a Prostitute, 1965 год) и «Кармен из Кавати» (河内カルメン, Carmen from Kawachi, 1966 год), входящие в «трилогию плоти», стали не только примером высокого драматического кинематографа о жизни послевоенной Японии, но и первыми вышли на новый уровень сексуальной раскрепощённости.
Упоминавшийся выше Тэцудзи Такэти, автор «Видения», после следующего своего фильма был вовлечён в длительное уголовное разбирательство за демонстрацию непристойных сцен. Через два года режиссёр суд выиграл, тем самым «открыв дорогу» направлению. Пинку-фильмы снимались практически на всех студиях, их объём превысил половину кинопродукции страны. Наиболее успеха в этом достигла Toei Company.

### Toei Company. Pinky Violence
В конце 1960-х — начале 1970-х годов на студии Toei Company сложился конвейер по производству лент Pinku eiga, имеющих ряд особенностей. Героинями всех (практически без исключения) картин были участницы уличных банд или мстительницы-одиночки, ведущие борьбу с несправедливостью окружающего мира. Сексуальному содержанию по-прежнему отводилась одна из главных ролей. Образное и ироничное определение фильмам этого периода дал российский критик Дмитрий Комм:
Возьмите «Заводной апельсин» Стэнли Кубрика, уберите всю вторую половину и замените Малькольма Макдауэлла на смуглую, худощавую, мальчишеского вида особу лет 20 в не менее экстравагантных нарядах и гриме (а часто и вовсе нагишом) и с татуировками розочек на интимных частях тела. Японские экраны заполнили плохие девчонки с ножами и кастетами, насмерть бившиеся с мерзкими якудза и ещё более омерзительными полицейскими. Фильмы этого направления часто несли анархистское, антиавторитарное послание: представители власти — полицейские, госчиновники и даже депутаты парламента — годились в них лишь на то, чтобы их избить, а то и убить максимально жестоким способом.
В тематических изданиях эта продукция компании получила название Pinky Violence. До начала 1970-х вся пинк-продукция выпускалась независимыми студиями при очень скромных бюджетах. Необходимость выживать в эру развития телевидения и индустрии развлечений заставили даже крупные компании обратиться к эро-фильмам, так как лишь они в этот период приносили доход. Студия Toei привлекает к съёмкам наиболее известных своих режиссёров, среди которых Норифуми Судзуки и Тэруо Исии. Первый стал известен снятым до этого циклом «Красный Пион: Леди Якудза» из 10 фильмов. Режиссёр активно принялся за работу, в 1971—1974 он снимал до 8 тематических лент в год, среди которых целые серии: «Сукэбан» («Сукэбан „Герилья“», «Сукэбан блюз», «Сукэбан блюз: Месть» и так далее) и «Ужасная школа для девочек». Главные роли исполняли, в основном, постоянные подруги-соперницы Мики Сугимото и Рэйко Икэ. Наиболее часто вспоминаемый сегодня фильм «Секс и ярость» (不良姐御伝 猪の鹿お蝶, Sex & Fury, 1973 год) заслуживает отдельного внимания. Он рассказывает историю мелкой мошенницы Отё Иносико (Рэйко Икэ), которая во имя мести за её давно убитого отца в одиночку расправляется с большой международной преступной группировкой. При всей наивности картина настолько богата визуальным рядом и неожиданными поворотами сюжета, что стала классикой направления. Сразу после начала проката руководство студии поручает съёмки сиквела уже другому своему режиссёру Исии Тэруо. Он стал хорошо известен после выхода двух циклов картин: «Тюрьма Абасири» (網走番外地, Abashiri Prison, первый — 1965 год), «Радость пыток» (徳川女刑罰史, Shogun’s Joys of Torture, первый — 1968 год). Снятое им продолжение — «История женщины-якудза» (やさぐれ姐御伝　総括リンチ, Female Yakuza Tale: Inquisition and Torture, 1973 год — рассматривает героиню той же Рэйко Икэ под другим нравственным углом: она становится гораздо менее добродетельной. Оба фильма по оценкам критиков и киноведов легли в основу или, как минимум, многократно цитировались современными постановщиками из США и Европы: Квентином Тарантино («Убить Билла»), Эдгаром Райтом («Типа крутые легавые»), Робертом Родригесом (несколько фильмов начала 1990-х годов). Среди других успешных работ pinky violence наиболее часто называют ленты «Заключённая № 701: Скорпион» (女囚７０１号さそり, Female Convict 701: Scorpion, 1972 год) Сюнъя Ито, «Клан забывших о восьми добродетелях» (ポルノ時代劇 忘八武士道, Porno Jidaigeki: Bohachi Bushido, 1973 год) Тэруо Исии, «Школа Святого Зверя» ((聖獣学園, School of the Holy Beast, 1974 год) Норифуми Судзуки.

### Студия Nikkatsu. Roman Porno
Старейшая киностудия Японии Nikkatsu также не осталась в стороне от разработки доходного направления. Первым её фильмом в популярном стиле стал «Роман в полдень» (団地妻　昼下がりの情事, Apartment Wife: Affair In the Afternoon, 1971 год) режиссёра Сёгоро Нисимура, который стал бесспорным хитом, лёг в основу 20 сиквелов и дал название целой серии проектов Nikkatsu — Roman Porno. Скоро производство лент Nikkatsu стало доминировать на рынке подобной продукции. Во-первых, бюджет каждой из её картин значительно превышал аналогичные вложения других компаний. Кроме того, Nikkatsu принадлежала сеть кинотеатров по всей стране, что давало значительное конкурентное преимущество. Лидером направления в Nikkatsu стал режиссёр Тацуми Кумасиро. Наиболее известные его фильмы «Итидзё Саюри: Влажная похоть» (一条さゆり　濡れた欲情, Ichijo’s Wet Lust, 1972 год) и «Женщина с рыжими волосами» (赫い髪の女, Woman with Red Hair, 1979 год).